# Jerry Burns
Jerome Monahan „Jerry“ Burns (* 24. Januar 1927 in Detroit, Michigan; † 12. Mai 2021) war ein US-amerikanischer American-Football-Spieler und -Trainer. Insgesamt war er 23 Jahre lang im Trainerstab der Minnesota Vikings, davon sechs Jahre als Head-Coach.

## Karriere
Burns spielte vier Jahre lang aktiv als Quarterback an der University of Michigan. Nach dem College entschied er sich gegen eine aktive Football-Karriere und begann 1951 als Head-Coach, zunächst für das Baseball-Team der University of Hawaii. 1953 wurde er Football-Trainer an der St. Mary's of Redford High School. Ende des Jahres bekam er ein Angebot von der University of Hawaii und wechselte 1954 als Assistenz-Coach zu den Seahawks. Nach zwei Jahren als Offensiv-Coach, bekleidete er bis einschließlich 1960 das Amt des Defensiv-Koordinators.
1961 zog sich Head-Coach Evashevski zurück und übernahm das Amt des Athletik-Direktors. Er bestellte Burns als neuen Coach, nachdem er ihn zuvor als den Erfolgsgrund seiner Trainerschaft nannte. Backfield Coach Burns Succeeds Evashevski In seiner ersten Saison gelang ihm mit fünf Siegen bei vier Niederlagen seine einzige positive Saisonbilanz. Nachdem er 1964 mit einer 3:6-Bilanz bereits unter starker Kritik stand, gaben ihm die Verantwortlichen für die Folgesaison noch eine letzte Chance. Die Seahawks waren vor Saisonbeginn noch als Favoriten gehandelt, Burn gelang allerdings nur ein Sieg bei neun Niederlagen und wurde entlassen.
Jerry Burns wurde 1966 bei den Green Bay Packers Teil des Trainerstabes um Vince Lombardi. In dieser Zeit entschieden die Packers sowohl den Super Bowl I als auch den Super Bowl II für sich. Unter Bud Grant wurde Burns 1968 Offensiv-Koordinator, mit dem er – mit Ausnahme 1984 unter Les Steckel – die darauffolgenden 18 Jahre zusammenarbeitete. Er begleitete die Vikings als Koordinator durch vier Super-Bowl- und zwölf Play-off-Teilnahmen.
Nach Grants Rücktritt 1985 wurde Burns als Head-Coach der Vikings ernannt. Er blieb über sechs Spielzeiten, in denen er drei Mal die Play-offs erreichte. Ende 1991 trat er, im Alter von 64 Jahren, als Trainer zurück und beendete seine Karriere.

## Weblink
- Kurz-Bio auf der Homepage der Vikings

| Personendaten    | Personendaten                              |
| ---------------- | ------------------------------------------ |
| NAME             | Burns, Jerry                               |
| ALTERNATIVNAMEN  | Burns, Jerome Monahan (vollständiger Name) |
| KURZBESCHREIBUNG | US-amerikanischer Footballtrainer          |
| GEBURTSDATUM     | 24. Januar 1927                            |
| GEBURTSORT       | Detroit                                    |
| STERBEDATUM      | 12. Mai 2021                               |